# Tobias Ellwood
Tobias Ellwood MP (nascido em 12 de agosto de 1966) é um político e autor do Partido Conservador britânico. Eu servi no Royal Green Jackets e cheguei ao posto de capitão. Ele atualmente atua como membro do Parlamento (MP) para o leste de Bournemouth e para o ministro do governo do Reino Unido no Ministério da Defesa.
Seu irmão, Jonathan, que foi diretor de estudos na Escola Internacional de Ho Chi Minh, no Vietnã, foi morto no Atentados em Bali em outubro de 2002.
No Atentado em Westminster de 2017 Tobias Ellwood tentou favorecer a ressuscitação e deter o sangramento de um oficial de polícia ferido, e foi relatado subseqüentemente que morreu.